# Jean Da Milano
 (novembre 2021).
Si vous disposez d'ouvrages ou d'articles de référence ou si vous connaissez des sites web de qualité traitant du thème abordé ici, merci de compléter l'article en donnant les références utiles à sa vérifiabilité et en les liant à la section « Notes et références ».
Jean Da Milano né le 18 mars 1928 à Nice et mort le 1er novembre 2017 dans la même ville, est un peintre et sculpteur français.
Employé dans une entreprise de bâtiments et travaux publics, il consacre l'essentiel de ses heures de loisirs à la peinture, en autodidacte.

## Biographie
Jean Da Milano est né le 28 mars 1928 à Nice. Très attaché à sa ville natale, il y passera toute sa vie. Dans sa jeunesse, ses parents travaillent tous les deux au Palais de la Méditerranée. 
Son cousin Georges Serret vit à Paris du commerce de l'art, où il possède la galerie Serret-Fauveau située au 137, boulevard Haussmann[réf. nécessaire].
Très tôt, il manifeste un intérêt certain pour le dessin, puis la peinture à l'huile[réf. nécessaire]. En 1958, il commence son œuvre par la peinture figurative avec des sujets essentiellement paysagistes[réf. nécessaire].
En 1959, il épouse Rosalie Delucis, avec qui il aura deux enfants[réf. nécessaire].

## Œuvre
En 1965, sa rencontre avec d'autres artistes le conduit à abandonner progressivement la peinture figurative pour s'orienter davantage vers des compositions spatiales, presque cosmiques[réf. nécessaire]. Il adhère à l'Association des arts plastiques méditerranéens (APM)[réf. nécessaire].
Au début des années 1970, par l'intermédiaire de Nicole de la Hera, Da Milano fait la rencontre du peintre et écrivain d'art André Verdet, avec qui il entretiendra une longue amitié[réf. nécessaire]. En 1977, André Verdet présente Jean Da Milano au musée municipal de Saint-Paul-de-Vence, qui lui consacrera sa première exposition personnelle. Il écrira à cette occasion, au sujet de son ami : « La passion que Jean Da Milano voue à l'art est synonyme de ferveur. Son œuvre, toujours gardée jalousement au secret, est déjà nombreuse. S'il pouvait se dévouer totalement à son travail de peintre, Da Milano prendrait avantageusement place parmi l'aréopage des artistes déjà chevronnés[réf. nécessaire] ». Au début des années 1990, il expérimente le collage de papier froissé sur toile et développe une technique singulière et inédite[réf. nécessaire].
En 2021, la galerie Harter fait l'acquisition du fonds d'atelier du peintre auprès de la veuve Da Milano.

## Récompenses
- 1980 : lauréat du prix Signatures de la Légion Violette.
- 1982 : grand prix international d'arts plastiques de Saint-Raphaël.
- 1982 : récompense au Salon des artistes français[4].
- 1983 : médaille d'argent du Salon Art Expo à New York.

## Expositions

### Années 1960
- 1965 : exposition collective à la chapelle Saint-Esprit, Valbonne.
- 1966 : 
  - exposition collective au Centre culturel d'Ivry-sur-Seine ;
  - exposition collective au groupe scolaire Paul-Langevin (Biot[4].
- 1968 :
  - exposition collective au bastion Saint-André, Antibes ;
  - exposition collective à la galerie Salmon, Nice ;
  - exposition collective à la Salle de la Marine, Nice.
- 1969 : exposition collective à la galerie Le nombre d'or, Nice[4]..

### Années 1970
- 1970 : exposition collective à la Maison de la Culture de Magnan, Nice.
- 1971 : exposition collective au Nérolium, Vallauris.
- 1977 : exposition personnelle au musée municipal de Saint-Paul-de-Vence.

### Années 1980
- 1980 : exposition collective à la galerie Waterlot, Nice.
- 1981 : exposition personnelle à l'aéroport de Nice-Côte d'Azur.
- 1982 :
  - dans le cadre du 195e Salon des artistes français, il fait partie des 20 artistes sélectionnés par Charles Jourdanet, critique d'art et délégué régional de la Société des artistes français, pour être exposés dans la salle Provence-Côte d'Azur de l'exposition « L'art dans les provinces de France » au Grand-Palais, à Paris[5] ;
  - grand prix international d'arts plastiques de Saint-Raphaël, organisé par la Société des beaux-arts Maures-Esterel[6].
  - galerie municipale Renoir, Nice.
- 1983 :
  - convention Art-Expo de New York, où il obtient une médaille d'argent
  - convention Art-Expo à Dallas ;
  - exposition à Paris, dans le cadre du jumelage artistique aéroport Paris-Nice, ainsi qu'à la chapelle des Pénitents de Péone, dans l'arrière-pays niçois.
- 1984 : exposition collective à la CIAC, Paris.
- 1985 : exposition à la chapelle de la Miséricorde, Vallauris.
- 1986 : exposition personnelle au Centre culturel de la MGEN.
- 1987 : cent artistes méditerranéens à Acropolis (Nice), dans le cadre de l'exposition 80/80 des Mutuelles de France. Parmi les artistes exposés, on retrouve de nombreux peintres de l'École de Nice tels qu'Arman, Ben, César, Albert Chubac, Juan Miro et Sacha Sosno.
- 1988 : 
  - exposition personnelle à Acropolis, Nice[4] ;
  - exposition collective à la galerie Atout-Cœur, Lyon.
- 1989 :
  - galerie Isis, Saint-Paul-de-Vence ;
  - Salon de la Promotion Violette, Nice ;
  - Centre universitaire du CROUS de Nice, dans le cadre d'une rencontre artistes/étudiants.

### Années 1990
- 1990 : exposition collective à la Golden Gallery, Nice, Art Jonction[4].
- 1991 : 
  - exposition collective à la Golden Gallery, Nice[4] ;
  - vente aux enchères à Cannes au profit des Restos du cœur des Alpes-Maritimes, aux côtés notamment d'œuvres d'Arman, Ben, Albert Chubac et Sacha Sosno[7].
- 1992 : Golden Gallery, Nice, exposition personnelle retraçant son parcours artistique de 1970 à 1992.
- 1994 : galerie Éliane Fossard, Hyères, aux côtés de plusieurs peintres de l'École de Nice, notamment Arman, César, Tanagra et Gilli.